# Sorubimichthys
Sorubimichthys is een monotypisch geslacht van straalvinnige vissen uit de familie van de antennemeervallen (Pimelodidae).

## Soort
- Sorubimichthys planiceps (Spix & Agassiz, 1829)